# Rappresentanti del Nuovo Messico
L'elenco dei rappresentanti eletti dallo stato del Nuovo Messico.

## Elenco

### Territorio
| N.                                             | Foto    | Rappresentante       | Partito                 | Carica           | Carica           | Congresso                    | Mandato                                     | Storia elettorale                         |
| N.                                             | Foto    | Rappresentante       | Partito                 | Inizio           | Termine          | Congresso                    | Mandato                                     | Storia elettorale                         |
| ---------------------------------------------- | ------- | -------------------- | ----------------------- | ---------------- | ---------------- | ---------------------------- | ------------------------------------------- | ----------------------------------------- |
| Il Distretto venne creato dal 4 marzo 1851     |         |                      |                         |                  |                  |                              |                                             |                                           |
| 1                                              |         | Richard H. Weightman | Democratico             | 4 marzo 1853     | 3 marzo 1853     | 32                           | 1                                           | Eletto nel 1851 Ritiratosi                |
| 2                                              |         | José Manuel Gallegos | Democratico             | 4 marzo 1953     | 23 luglio 1856   | 33                           | 1                                           | Eletto nel 1852                           |
| 2                                              | 34      | José Manuel Gallegos | Democratico             | 4 marzo 1953     | 23 luglio 1856   | 1⁄2                          | Rieletto nel 1854 Ha perso la contestazione |                                           |
| 3                                              | 34      |                      | Miguel A. Otero         | Democratico      | 23 luglio 1856   | 1⁄2                          | 3 marzo 1861                                | Ha vinto la contestazione                 |
| 3                                              | 35      | 1                    | Miguel A. Otero         | Democratico      | 23 luglio 1856   | Rieletto nel 1856            | 3 marzo 1861                                |                                           |
| 3                                              | 36      | 2                    | Miguel A. Otero         | Democratico      | 23 luglio 1856   | Rieletto nel 1858 Ritiratosi | 3 marzo 1861                                |                                           |
| 4                                              |         | John S. Watts        | Repubblicano            | 4 marzo 1861     | 3 marzo 1863     | 37                           | 1                                           | Eletto nel 1860 Ritiratosi                |
| 5                                              |         | Francisco Perea      | Repubblicano            | 4 marzo 1863     | 3 marzo 1865     | 38                           | 2                                           | Eletto nel 1862 Ha perso la rinomina      |
| 6                                              |         | J. Francisco Chaves  | Repubblicano            | 4 marzo 1865     | 3 marzo 1867     | 39                           | 1                                           | Eletto nel 1864 Ha perso al rielezione    |
| Vacante                                        | Vacante | Vacante              | Vacante                 | 4 marzo 1867     | 2 settembre 1867 | 40                           | 1⁄2                                         |                                           |
| 7                                              |         | Charles P. Clever    | Democratico             | 2 settembre 1867 | 20 febbraio 1869 | 40                           | 1⁄2                                         | Eletto nel 1866 Ha perso la contestazione |
| 8                                              |         | J. Francisco Chaves  | Repubblicano            | 20 febbraio 1869 | 3 marzo 1871     | 40                           | 1⁄2                                         | Ha vinto la contestazione                 |
| 8                                              | 41      | J. Francisco Chaves  | Repubblicano            | 20 febbraio 1869 | 3 marzo 1871     | 1                            | Rieletto nel 1868 Ha perso la rielezione    |                                           |
| 9                                              |         | José Manuel Gallegos | Democratico             | 4 marzo 1871     | 3 marzo 1873     | 42                           | 1                                           | Eletto nel 1870 Ha perso la rielezione    |
| 10                                             |         | Stephen B. Elkins    | Repubblicano            | 4 marzo 1873     | 3 marzo 1877     | 43                           | 1                                           | Eletto nel 1872                           |
| 10                                             | 44      | Stephen B. Elkins    | Repubblicano            | 4 marzo 1873     | 3 marzo 1877     | 2                            | Rieletto nel 1874 Ha perso la rielezione    |                                           |
| 11                                             |         | Trinidad Romero      | Repubblicano            | 4 marzo 1877     | 3 marzo 1879     | 45                           | 1                                           | Eletto nel 1876                           |
| 12                                             |         | Mariano S. Otero     | Repubblicano            | 4 marzo 1879     | 3 marzo 1881     | 46                           | 1                                           | Eletto nel 1878 Ritiratosi                |
| 13                                             |         | Tranquilino Luna     | Repubblicano            | 4 marzo 1881     | 5 marzo 1884     | 47                           | 1                                           | Eletto nel 1880                           |
| 13                                             | 48      | Tranquilino Luna     | Repubblicano            | 4 marzo 1881     | 5 marzo 1884     | 1⁄2                          | Rieletto nel 1882 Ha perso la contestazione |                                           |
| 14                                             | 48      |                      | Francisco A. Manzanares | Democratico      | 5 marzo 1884     | 1⁄2                          | 3 marzo 1885                                | Ha vinto la contestazione Ritiratosi      |
| 15                                             |         | Antonio Joseph       | Democratico             | 4 marzo 1885     | 3 marzo 1895     | 49                           | 1                                           | Eletto nel 1884                           |
| 15                                             | 50      | Antonio Joseph       | Democratico             | 4 marzo 1885     | 3 marzo 1895     | 2                            | Rieletto nel 1886                           |                                           |
| 15                                             | 51      | Antonio Joseph       | Democratico             | 4 marzo 1885     | 3 marzo 1895     | 3                            | Rieletto nel 1888                           |                                           |
| 15                                             | 52      | Antonio Joseph       | Democratico             | 4 marzo 1885     | 3 marzo 1895     | 4                            | Rieletto nel 1890                           |                                           |
| 15                                             | 53      | Antonio Joseph       | Democratico             | 4 marzo 1885     | 3 marzo 1895     | 5                            | Rieletto nel 1892 Ha perso la rielezione    |                                           |
| 16                                             |         | Thomas B. Catron     | Repubblicano            | 4 marzo 1895     | 3 marzo 1897     | 54                           | 4                                           | Rieletto nel 1894 Ha perso la rielezione  |
| 17                                             |         | H. B. Fergusson      | Democratico             | 4 marzo 1897     | 3 marzo 1899     | 55                           | 1                                           | Eletto nel 1896 Ha perso la rielezione    |
| 18                                             |         | Pedro Perea          | Repubblicano            | 4 marzo 1899     | 3 marzo 1901     | 56                           | 2                                           | Eletto nel 1898 Ritiratosi                |
| 19                                             |         | Bernard S. Rodey     | Repubblicano            | 4 marzo 1901     | 3 marzo 1905     | 57                           | 3                                           | Eletto nel 1900                           |
| 19                                             | 58      | Bernard S. Rodey     | Repubblicano            | 4 marzo 1901     | 3 marzo 1905     | 4                            | Rieletto nel 1902 Ha perso la rinomina      |                                           |
| 20                                             |         | William H. Andrews   | Repubblicano            | 4 marzo 1905     | 7 gennaio 1912   | 59                           | 5                                           | Eletto nel 1904                           |
| 20                                             | 60      | William H. Andrews   | Repubblicano            | 4 marzo 1905     | 7 gennaio 1912   | 6                            | Rieletto nel 1906                           |                                           |
| 20                                             | 61      | William H. Andrews   | Repubblicano            | 4 marzo 1905     | 7 gennaio 1912   | 7                            | Rieletto nel 1908                           |                                           |
| 20                                             | 62      | William H. Andrews   | Repubblicano            | 4 marzo 1905     | 7 gennaio 1912   | 8                            | Rieletto nel 1910                           |                                           |
| Il Distretto venne eliminato il 7 gennaio 1912 |         |                      |                         |                  |                  |                              |                                             |                                           |

### Distretto congressuale At-large
| N.                                             | Foto                                        | Rappresentante                              | Partito                                     | Carica                                      | Carica                                      | Congresso                                   | Mandato                                                | Storia elettorale                                    |
| N.                                             | Foto                                        | Rappresentante                              | Partito                                     | Inizio                                      | Termine                                     | Congresso                                   | Mandato                                                | Storia elettorale                                    |
| Il Distretto venne creato il 7 gennaio 1912    | Il Distretto venne creato il 7 gennaio 1912 | Il Distretto venne creato il 7 gennaio 1912 | Il Distretto venne creato il 7 gennaio 1912 | Il Distretto venne creato il 7 gennaio 1912 | Il Distretto venne creato il 7 gennaio 1912 | Il Distretto venne creato il 7 gennaio 1912 | Il Distretto venne creato il 7 gennaio 1912            | Il Distretto venne creato il 7 gennaio 1912          |
| ---------------------------------------------- | ------------------------------------------- | ------------------------------------------- | ------------------------------------------- | ------------------------------------------- | ------------------------------------------- | ------------------------------------------- | ------------------------------------------------------ | ---------------------------------------------------- |
| 1                                              |                                             | H. B. Fergusson                             | Democratico                                 | 8 gennaio 1912                              | 3 marzo 1915                                | 62                                          | 1                                                      | Eletto nel 1911                                      |
| 1                                              | 63                                          | H. B. Fergusson                             | Democratico                                 | 8 gennaio 1912                              | 3 marzo 1915                                | 2                                           | Rieletto nel 1912 Ha perso la rielezione               |                                                      |
| 2                                              |                                             | Benigno C. Hernández                        | Repubblicano                                | 4 marzo 1915                                | 3 marzo 1917                                | 64                                          | 1                                                      | Eletto nel 1914 Ha perso la rielezione               |
| 3                                              |                                             | William B. Walton                           | Democratico                                 | 4 marzo 1917                                | 3 marzo 1919                                | 65                                          | 1                                                      | Eletto nel 1916 Ritiratosi per correre come senatore |
| 4                                              |                                             | Benigno C. Hernández                        | Repubblicano                                | 4 marzo 1919                                | 3 marzo 1921                                | 66                                          | 1                                                      | Eletto nel 1918 Ritiratosi                           |
| 5                                              |                                             | Néstor Montoya                              | Repubblicano                                | 4 marzo 1921                                | 13 gennaio 1923                             | 67                                          | 1⁄2                                                    | Rieletto nel 1920 Deceduto                           |
| Vacante                                        | Vacante                                     | Vacante                                     | Vacante                                     | 13 gennaio 1923                             | 3 marzo 1923                                | 67                                          | 1⁄2                                                    |                                                      |
| 6                                              |                                             | John Morrow                                 | Democratico                                 | 4 marzo 1923                                | 3 marzo 1929                                | 68                                          | 1                                                      | Eletto nel 1922                                      |
| 6                                              | 69                                          | John Morrow                                 | Democratico                                 | 4 marzo 1923                                | 3 marzo 1929                                | 2                                           | Rieletto nel 1924                                      |                                                      |
| 6                                              | 70                                          | John Morrow                                 | Democratico                                 | 4 marzo 1923                                | 3 marzo 1929                                | 3                                           | Rieletto nel 1926 Ha perso al rielezione               |                                                      |
| 7                                              |                                             | Albert G. Simms                             | Repubblicano                                | 4 marzo 1929                                | 3 marzo 1931                                | 71                                          | 2                                                      | Eletto nel 1928 Ha perso la rielezione               |
| 8                                              |                                             | Dennis Chavez                               | Democratico                                 | 3 marzo 1931                                | 3 gennaio 1935                              | 72                                          | 1                                                      | Eletto nel 1930                                      |
| 8                                              | 73                                          | Dennis Chavez                               | Democratico                                 | 3 marzo 1931                                | 3 gennaio 1935                              | 2                                           | Rieletto nel 1932 Ritiratosi per correre come senatore |                                                      |
| 9                                              |                                             | John J. Dempsey                             | Democratico                                 | 3 gennaio 1935                              | 3 gennaio 1941                              | 74                                          | 1                                                      | Eletto nel 1934                                      |
| 9                                              | 75                                          | John J. Dempsey                             | Democratico                                 | 3 gennaio 1935                              | 3 gennaio 1941                              | 2                                           | Rieletto nel 1936                                      |                                                      |
| 9                                              | 76                                          | John J. Dempsey                             | Democratico                                 | 3 gennaio 1935                              | 3 gennaio 1941                              | 3                                           | Rieletto nel 1938 Ritiratosi per correre come senatore |                                                      |
| 10                                             |                                             | Clinton P. Anderson                         | Democratico                                 | 3 gennaio 1941                              | 3 gennaio 1943                              | 77                                          | 1                                                      | Eletto nel 1940 Candidatosi nel 1º distretto         |
| Il Distretto venne eliminato il 3 gennaio 1943 |                                             |                                             |                                             |                                             |                                             |                                             |                                                        |                                                      |

### 1º distretto congressuale
| N.                                          | Foto                                        | Rappresentante                              | Partito                                     | Carica                                      | Carica                                      | Congresso                                              | Mandato                                                              | Storia elettorale                           |
| N.                                          | Foto                                        | Rappresentante                              | Partito                                     | Inizio                                      | Termine                                     | Congresso                                              | Mandato                                                              | Storia elettorale                           |
| Il Distretto venne creato il 3 gennaio 1943 | Il Distretto venne creato il 3 gennaio 1943 | Il Distretto venne creato il 3 gennaio 1943 | Il Distretto venne creato il 3 gennaio 1943 | Il Distretto venne creato il 3 gennaio 1943 | Il Distretto venne creato il 3 gennaio 1943 | Il Distretto venne creato il 3 gennaio 1943            | Il Distretto venne creato il 3 gennaio 1943                          | Il Distretto venne creato il 3 gennaio 1943 |
| ------------------------------------------- | ------------------------------------------- | ------------------------------------------- | ------------------------------------------- | ------------------------------------------- | ------------------------------------------- | ------------------------------------------------------ | -------------------------------------------------------------------- | ------------------------------------------- |
| 1                                           |                                             | Clinton P. Anderson                         | Democratico                                 | 3 gennaio 1943                              | 30 giugno 1945                              | 78                                                     | 1                                                                    | Eletto nel 1942                             |
| 1                                           | 79                                          | Clinton P. Anderson                         | Democratico                                 | 3 gennaio 1943                              | 30 giugno 1945                              | 1⁄2                                                    | Rieletto nel 1944 Dimessosi per diventare Segretario all'Agricoltura |                                             |
| Vacante                                     | Vacante                                     | Vacante                                     | Vacante                                     | 30 giugno 1945                              | 3 gennaio 1947                              | 1⁄2                                                    |                                                                      |                                             |
| 2                                           |                                             | Georgia Lee Lusk                            | Democratico                                 | 3 gennaio 1947                              | 3 gennaio 1949                              | 80                                                     |                                                                      | Eletta nel 1946 Ha perso la rielezione      |
| 3                                           |                                             | John E. Miles                               | Democratico                                 | 3 gennaio 1949                              | 3 gennaio 1951                              | 81                                                     | 1                                                                    | Eletto nel 1948 Ritiratosi                  |
| 4                                           |                                             | John J. Dempsey                             | Democratico                                 | 3 gennaio 1951                              | 11 marzo 1958                               | 82                                                     | 1                                                                    | Eletto nel 1950                             |
| 4                                           | 83                                          | John J. Dempsey                             | Democratico                                 | 3 gennaio 1951                              | 11 marzo 1958                               | 2                                                      | Rieletto nel 1952                                                    |                                             |
| 4                                           | 84                                          | John J. Dempsey                             | Democratico                                 | 3 gennaio 1951                              | 11 marzo 1958                               | 3                                                      | Rieletto nel 1954                                                    |                                             |
| 4                                           | 85                                          | John J. Dempsey                             | Democratico                                 | 3 gennaio 1951                              | 11 marzo 1958                               | 1⁄2                                                    | Rieletto nel 1956 Deceduto                                           |                                             |
| Vacante                                     | Vacante                                     | Vacante                                     | Vacante                                     | 11 marzo 1958                               | 3 gennaio 1959                              | 1⁄2                                                    |                                                                      |                                             |
| 5                                           |                                             | Thomas G. Morris                            | Democratico                                 | 3 gennaio 1959                              | 3 gennaio 1969                              | 86                                                     | 1                                                                    | Eletto nel 1958                             |
| 5                                           | 87                                          | Thomas G. Morris                            | Democratico                                 | 3 gennaio 1959                              | 3 gennaio 1969                              | 2                                                      | Rieletto nel 1960                                                    |                                             |
| 5                                           | 88                                          | Thomas G. Morris                            | Democratico                                 | 3 gennaio 1959                              | 3 gennaio 1969                              | 3                                                      | Rieletto nel 1962                                                    |                                             |
| 5                                           | 89                                          | Thomas G. Morris                            | Democratico                                 | 3 gennaio 1959                              | 3 gennaio 1969                              | 4                                                      | Rieletto nel 1964                                                    |                                             |
| 5                                           | 90                                          | Thomas G. Morris                            | Democratico                                 | 3 gennaio 1959                              | 3 gennaio 1969                              | 5                                                      | Rieletto nel 1966 Ha perso la rielezione                             |                                             |
| 6                                           |                                             | Manuel Lujan Jr.                            | Repubblicano                                | 3 gennaio 1969                              | 3 gennaio 1989                              | 91                                                     | 1                                                                    | Eletto nel 1968                             |
| 6                                           | 92                                          | Manuel Lujan Jr.                            | Repubblicano                                | 3 gennaio 1969                              | 3 gennaio 1989                              | 2                                                      | Rieletto nel 1970                                                    |                                             |
| 6                                           | 93                                          | Manuel Lujan Jr.                            | Repubblicano                                | 3 gennaio 1969                              | 3 gennaio 1989                              | 3                                                      | Rieletto nel 1972                                                    |                                             |
| 6                                           | 94                                          | Manuel Lujan Jr.                            | Repubblicano                                | 3 gennaio 1969                              | 3 gennaio 1989                              | 4                                                      | Rieletto nel 1974                                                    |                                             |
| 6                                           | 95                                          | Manuel Lujan Jr.                            | Repubblicano                                | 3 gennaio 1969                              | 3 gennaio 1989                              | 5                                                      | Rieletto nel 1976                                                    |                                             |
| 6                                           | 96                                          | Manuel Lujan Jr.                            | Repubblicano                                | 3 gennaio 1969                              | 3 gennaio 1989                              | 6                                                      | Rieletto nel 1978                                                    |                                             |
| 6                                           | 97                                          | Manuel Lujan Jr.                            | Repubblicano                                | 3 gennaio 1969                              | 3 gennaio 1989                              | 7                                                      | Rieletto nel 1980                                                    |                                             |
| 6                                           | 98                                          | Manuel Lujan Jr.                            | Repubblicano                                | 3 gennaio 1969                              | 3 gennaio 1989                              | 8                                                      | Rieletto nel 1982                                                    |                                             |
| 6                                           | 99                                          | Manuel Lujan Jr.                            | Repubblicano                                | 3 gennaio 1969                              | 3 gennaio 1989                              | 9                                                      | Rieletto nel 1984                                                    |                                             |
| 6                                           | 100                                         | Manuel Lujan Jr.                            | Repubblicano                                | 3 gennaio 1969                              | 3 gennaio 1989                              | 10                                                     | Rieletto nel 1986 Ritiratosi                                         |                                             |
| 7                                           |                                             | Steven Schiff                               | Repubblicano                                | 3 gennaio 1989                              | 25 marzo 1998                               | 101                                                    | 1                                                                    | Eletto nel 1988                             |
| 7                                           | 102                                         | Steven Schiff                               | Repubblicano                                | 3 gennaio 1989                              | 25 marzo 1998                               | 2                                                      | Rieletto nel 1990                                                    |                                             |
| 7                                           | 103                                         | Steven Schiff                               | Repubblicano                                | 3 gennaio 1989                              | 25 marzo 1998                               | 3                                                      | Rieletto nel 1992                                                    |                                             |
| 7                                           | 104                                         | Steven Schiff                               | Repubblicano                                | 3 gennaio 1989                              | 25 marzo 1998                               | 4                                                      | Rieletto nel 1994                                                    |                                             |
| 7                                           | 105                                         | Steven Schiff                               | Repubblicano                                | 3 gennaio 1989                              | 25 marzo 1998                               | 1⁄2                                                    | Rieletto nel 1996 Deceduto                                           |                                             |
| Vacante                                     | Vacante                                     | Vacante                                     | Vacante                                     | 25 marzo 1998                               | 25 giugno 1998                              | 1⁄2                                                    |                                                                      |                                             |
| 8                                           | 105                                         |                                             | Heather Wilson                              | Repubblicano                                | 25 giugno 1998                              | 1⁄2                                                    | 3 gennaio 2009                                                       | Eletta per terminare il mandato             |
| 8                                           | 106                                         | 1                                           | Heather Wilson                              | Repubblicano                                | 25 giugno 1998                              | Rieletta nel 1998                                      | 3 gennaio 2009                                                       |                                             |
| 8                                           | 107                                         | 2                                           | Heather Wilson                              | Repubblicano                                | 25 giugno 1998                              | Rieletta nel 2000                                      | 3 gennaio 2009                                                       |                                             |
| 8                                           | 108                                         | 3                                           | Heather Wilson                              | Repubblicano                                | 25 giugno 1998                              | Rieletta nel 2002                                      | 3 gennaio 2009                                                       |                                             |
| 8                                           | 109                                         | 4                                           | Heather Wilson                              | Repubblicano                                | 25 giugno 1998                              | Rieletta nel 2004                                      | 3 gennaio 2009                                                       |                                             |
| 8                                           | 110                                         | 5                                           | Heather Wilson                              | Repubblicano                                | 25 giugno 1998                              | Rieletta nel 2006 Ritiratasi per correre come senatore | 3 gennaio 2009                                                       |                                             |
| 9                                           |                                             | Martin Heinrich                             | Democratico                                 | 3 gennaio 2009                              | 3 gennaio 2011                              | 111                                                    | 1                                                                    | Eletto nel 2008                             |
| 9                                           | 112                                         | Martin Heinrich                             | Democratico                                 | 3 gennaio 2009                              | 3 gennaio 2011                              | 2                                                      | Rieletto nel 2010 Ritiratosi per correre come senatore               |                                             |
| 10                                          |                                             | Michelle Lujan Grisham                      | Democratico                                 | 3 gennaio 2011                              | 1 gennaio 2019                              | 113                                                    | 1                                                                    | Eletto nel 2012                             |
| 10                                          | 114                                         | Michelle Lujan Grisham                      | Democratico                                 | 3 gennaio 2011                              | 1 gennaio 2019                              | 2                                                      | Rieletto nel 2014                                                    |                                             |
| 10                                          | 115                                         | Michelle Lujan Grisham                      | Democratico                                 | 3 gennaio 2011                              | 1 gennaio 2019                              | 1⁄2                                                    | Rieletto nel 2016 Dimessasi per diventare Governatore                |                                             |
| Vacante                                     | Vacante                                     | Vacante                                     | Vacante                                     | 1 gennaio 2019                              | 3 gennaio 2019                              | 1⁄2                                                    |                                                                      |                                             |
| 11                                          |                                             | Deb Haaland                                 | Democratico                                 | 3 gennaio 2019                              | 16 marzo 2021                               | 116                                                    | 1                                                                    | Eletta nel 2018                             |
| 11                                          | 117                                         | Deb Haaland                                 | Democratico                                 | 3 gennaio 2019                              | 16 marzo 2021                               | 1⁄2                                                    | Rieletta nel 2020 Dimessasi per diventare Segretario degli Interni   |                                             |
| Vacante                                     | Vacante                                     | Vacante                                     | Vacante                                     | 16 marzo 2021                               | 14 giugno 2021                              | 1⁄2                                                    |                                                                      |                                             |
| 12                                          | 117                                         |                                             | Melanie Stansbury                           | Democratico                                 | 14 giugno 2021                              | 1⁄2                                                    | in carica                                                            | Eletta per terminare il mandato             |
| 12                                          | 118                                         | 1                                           | Melanie Stansbury                           | Democratico                                 | 14 giugno 2021                              | Rieletta nel 2022                                      | in carica                                                            |                                             |
| Da determinarsi con le elezioni del 2024    | Da determinarsi con le elezioni del 2024    | Da determinarsi con le elezioni del 2024    | Da determinarsi con le elezioni del 2024    | Da determinarsi con le elezioni del 2024    | Da determinarsi con le elezioni del 2024    | 119                                                    |                                                                      |                                             |

### 2º distretto congressuale
| N.                                          | Foto                                        | Rappresentante                              | Partito                                     | Carica                                      | Carica                                      | Congresso                                         | Mandato                                                   | Storia elettorale                           |
| N.                                          | Foto                                        | Rappresentante                              | Partito                                     | Inizio                                      | Termine                                     | Congresso                                         | Mandato                                                   | Storia elettorale                           |
| Il Distretto venne creato il 3 gennaio 1943 | Il Distretto venne creato il 3 gennaio 1943 | Il Distretto venne creato il 3 gennaio 1943 | Il Distretto venne creato il 3 gennaio 1943 | Il Distretto venne creato il 3 gennaio 1943 | Il Distretto venne creato il 3 gennaio 1943 | Il Distretto venne creato il 3 gennaio 1943       | Il Distretto venne creato il 3 gennaio 1943               | Il Distretto venne creato il 3 gennaio 1943 |
| ------------------------------------------- | ------------------------------------------- | ------------------------------------------- | ------------------------------------------- | ------------------------------------------- | ------------------------------------------- | ------------------------------------------------- | --------------------------------------------------------- | ------------------------------------------- |
| 1                                           |                                             | Antonio M. Fernández                        | Democratico                                 | 3 gennaio 1943                              | 7 novembre 1956                             | 78                                                | 1                                                         | Eletto nel 1942                             |
| 1                                           | 79                                          | Antonio M. Fernández                        | Democratico                                 | 3 gennaio 1943                              | 7 novembre 1956                             | 2                                                 | Rieletto nel 1944                                         |                                             |
| 1                                           | 80                                          | Antonio M. Fernández                        | Democratico                                 | 3 gennaio 1943                              | 7 novembre 1956                             | 3                                                 | Rieletto nel 1946                                         |                                             |
| 1                                           | 81                                          | Antonio M. Fernández                        | Democratico                                 | 3 gennaio 1943                              | 7 novembre 1956                             | 4                                                 | Rieletto nel 1948                                         |                                             |
| 1                                           | 82                                          | Antonio M. Fernández                        | Democratico                                 | 3 gennaio 1943                              | 7 novembre 1956                             | 5                                                 | Rieletto nel 1950                                         |                                             |
| 1                                           | 83                                          | Antonio M. Fernández                        | Democratico                                 | 3 gennaio 1943                              | 7 novembre 1956                             | 6                                                 | Rieletto nel 1952                                         |                                             |
| 1                                           | 84                                          | Antonio M. Fernández                        | Democratico                                 | 3 gennaio 1943                              | 7 novembre 1956                             | 1⁄2                                               | Rieletto nel 1954 Deceduto                                |                                             |
| Vacante                                     | Vacante                                     | Vacante                                     | Vacante                                     | 7 novembre 1956                             | 9 aprile 1957                               | 1⁄2                                               |                                                           |                                             |
| 2                                           | 84                                          |                                             | Joseph Montoya                              | Democratico                                 | 9 aprile 1957                               | 1⁄2                                               | 3 novembre 1964                                           | Eletto per terminare il mandato             |
| 2                                           | 85                                          | 1                                           | Joseph Montoya                              | Democratico                                 | 9 aprile 1957                               | Rieletto nel 1956                                 | 3 novembre 1964                                           |                                             |
| 2                                           | 86                                          | 2                                           | Joseph Montoya                              | Democratico                                 | 9 aprile 1957                               | Rieletto nel 1958                                 | 3 novembre 1964                                           |                                             |
| 2                                           | 87                                          | 3                                           | Joseph Montoya                              | Democratico                                 | 9 aprile 1957                               | Rieletto nel 1960                                 | 3 novembre 1964                                           |                                             |
| 2                                           | 88                                          | 1⁄2                                         | Joseph Montoya                              | Democratico                                 | 9 aprile 1957                               | Rieletto nel 1962 Dimessosi quando eletto sentore | 3 novembre 1964                                           |                                             |
| Vacante                                     | Vacante                                     | Vacante                                     | Vacante                                     | 3 novembre 1964                             | 3 gennaio 1965                              |                                                   |                                                           |                                             |
| 3                                           |                                             | E. S. Johnny Walker                         | Democratico                                 | 3 gennaio 1965                              | 3 gennaio 1969                              | 89                                                | 1                                                         | Eletto nel 1964                             |
| 3                                           | 90                                          | E. S. Johnny Walker                         | Democratico                                 | 3 gennaio 1965                              | 3 gennaio 1969                              | 2                                                 | Rieletto nel 1966 Ha perso la rielezione                  |                                             |
| 4                                           |                                             | Ed Foreman                                  | Repubblicano                                | 3 gennaio 1969                              | 3 gennaio 1971                              | 91                                                | 1                                                         | Eletto nel 1968 Ha perso la rielezione      |
| 5                                           |                                             | Harold Runnels                              | Democratico                                 | 3 gennaio 1971                              | 5 agosto 1980                               | 92                                                | 4                                                         | Eletto nel 1970                             |
| 5                                           | 93                                          | Harold Runnels                              | Democratico                                 | 3 gennaio 1971                              | 5 agosto 1980                               | 5                                                 | Rieletto nel 1972                                         |                                             |
| 5                                           | 94                                          | Harold Runnels                              | Democratico                                 | 3 gennaio 1971                              | 5 agosto 1980                               | 1                                                 | Rieletto nel 1974                                         |                                             |
| 5                                           | 95                                          | Harold Runnels                              | Democratico                                 | 3 gennaio 1971                              | 5 agosto 1980                               | 2                                                 | Rieletto nel 1976                                         |                                             |
| 5                                           | 96                                          | Harold Runnels                              | Democratico                                 | 3 gennaio 1971                              | 5 agosto 1980                               | 3                                                 | Rieletto nel 1978 Deceduto                                |                                             |
| Vacante                                     | Vacante                                     | Vacante                                     | Vacante                                     | 5 agosto 1980                               | 3 gennaio 1981                              | 3                                                 |                                                           |                                             |
| 6                                           |                                             | Joe Skeen                                   | Repubblicano                                | 3 gennaio 1981                              | 3 gennaio 2003                              | 97                                                | 1                                                         | Eletto nel 1980                             |
| 6                                           | 98                                          | Joe Skeen                                   | Repubblicano                                | 3 gennaio 1981                              | 3 gennaio 2003                              | 2                                                 | Rieletto nel 1982                                         |                                             |
| 6                                           | 99                                          | Joe Skeen                                   | Repubblicano                                | 3 gennaio 1981                              | 3 gennaio 2003                              | 3                                                 | Rieletto nel 1984                                         |                                             |
| 6                                           | 100                                         | Joe Skeen                                   | Repubblicano                                | 3 gennaio 1981                              | 3 gennaio 2003                              | 4                                                 | Rieletto nel 1986                                         |                                             |
| 6                                           | 101                                         | Joe Skeen                                   | Repubblicano                                | 3 gennaio 1981                              | 3 gennaio 2003                              | 5                                                 | Rieletto nel 1988                                         |                                             |
| 6                                           | 102                                         | Joe Skeen                                   | Repubblicano                                | 3 gennaio 1981                              | 3 gennaio 2003                              | 6                                                 | Rieletto nel 1990                                         |                                             |
| 6                                           | 103                                         | Joe Skeen                                   | Repubblicano                                | 3 gennaio 1981                              | 3 gennaio 2003                              | 7                                                 | Rieletto nel 1992                                         |                                             |
| 6                                           | 104                                         | Joe Skeen                                   | Repubblicano                                | 3 gennaio 1981                              | 3 gennaio 2003                              | 8                                                 | Rieletto nel 1994                                         |                                             |
| 6                                           | 105                                         | Joe Skeen                                   | Repubblicano                                | 3 gennaio 1981                              | 3 gennaio 2003                              | 9                                                 | Rieletto nel 1996                                         |                                             |
| 6                                           | 106                                         | Joe Skeen                                   | Repubblicano                                | 3 gennaio 1981                              | 3 gennaio 2003                              | 10                                                | Rieletto nel 1998                                         |                                             |
| 6                                           | 107                                         | Joe Skeen                                   | Repubblicano                                | 3 gennaio 1981                              | 3 gennaio 2003                              | 11                                                | Rieletto nel 2000 Ritiratosi                              |                                             |
| 7                                           |                                             | Steve Pearce                                | Repubblicano                                | 3 gennaio 2003                              | 3 gennaio 2009                              | 108                                               | 1                                                         | Eletto nel 2002                             |
| 7                                           | 109                                         | Steve Pearce                                | Repubblicano                                | 3 gennaio 2003                              | 3 gennaio 2009                              | 2                                                 | Rieletto nel 2004                                         |                                             |
| 7                                           | 110                                         | Steve Pearce                                | Repubblicano                                | 3 gennaio 2003                              | 3 gennaio 2009                              | 3                                                 | Rieletto nel 2006                                         |                                             |
| 8                                           |                                             | Harry Teague                                | Democratico                                 | 3 gennaio 2009                              | 3 gennaio 2011                              | 111                                               | 1                                                         | Eletto nel 2008 Ha perso la rielezione      |
| 9                                           |                                             | Steve Pearce                                | Repubblicano                                | 3 gennaio 2011                              | 3 gennaio 2019                              | 112                                               | 1                                                         | Eletto nel 2010                             |
| 9                                           | 113                                         | Steve Pearce                                | Repubblicano                                | 3 gennaio 2011                              | 3 gennaio 2019                              | 2                                                 | Eletto nel 2012                                           |                                             |
| 9                                           | 114                                         | Steve Pearce                                | Repubblicano                                | 3 gennaio 2011                              | 3 gennaio 2019                              | 3                                                 | Rieletto nel 2014                                         |                                             |
| 9                                           | 115                                         | Steve Pearce                                | Repubblicano                                | 3 gennaio 2011                              | 3 gennaio 2019                              | 4                                                 | Rieletto nel 2016 Ritiratosi per correre come Governatore |                                             |
| 10                                          |                                             | Xochitl Torres Small                        | Democratico                                 | 3 gennaio 2019                              | 3 gennaio 2021                              | 116                                               | 1                                                         | Eletta nel 2018 Ha perso la rielezione      |
| 11                                          |                                             | Yvette Herrell                              | Repubblicano                                | 3 gennaio 2021                              | 3 gennaio 2023                              | 117                                               | 1                                                         | Eletta nel 2020 Ha perso la rielezione      |
| 12                                          |                                             | Gabe Vasquez                                | Democratico                                 | 3 gennaio 2023                              | in carica                                   | 118                                               | 1                                                         | Eletto nel 2022                             |
| Da determinarsi con le elezioni del 2024    | Da determinarsi con le elezioni del 2024    | Da determinarsi con le elezioni del 2024    | Da determinarsi con le elezioni del 2024    | Da determinarsi con le elezioni del 2024    | Da determinarsi con le elezioni del 2024    | 119                                               |                                                           |                                             |

### 3º distretto congressuale
| N.                                          | Foto                                        | Rappresentante                              | Partito                                     | Carica                                      | Carica                                      | Congresso                                   | Mandato                                                | Storia elettorale                                      |
| N.                                          | Foto                                        | Rappresentante                              | Partito                                     | Inizio                                      | Termine                                     | Congresso                                   | Mandato                                                | Storia elettorale                                      |
| Il Distretto venne creato il 3 gennaio 1983 | Il Distretto venne creato il 3 gennaio 1983 | Il Distretto venne creato il 3 gennaio 1983 | Il Distretto venne creato il 3 gennaio 1983 | Il Distretto venne creato il 3 gennaio 1983 | Il Distretto venne creato il 3 gennaio 1983 | Il Distretto venne creato il 3 gennaio 1983 | Il Distretto venne creato il 3 gennaio 1983            | Il Distretto venne creato il 3 gennaio 1983            |
| ------------------------------------------- | ------------------------------------------- | ------------------------------------------- | ------------------------------------------- | ------------------------------------------- | ------------------------------------------- | ------------------------------------------- | ------------------------------------------------------ | ------------------------------------------------------ |
| 1                                           |                                             | Bill Richardson                             | Democratico                                 | 3 gennaio 1983                              | 13 febbraio 1997                            | 98                                          | 1                                                      | Eletto nel 1982                                        |
| 1                                           | 99                                          | Bill Richardson                             | Democratico                                 | 3 gennaio 1983                              | 13 febbraio 1997                            | 2                                           | Rieletto nel 1984                                      |                                                        |
| 1                                           | 100                                         | Bill Richardson                             | Democratico                                 | 3 gennaio 1983                              | 13 febbraio 1997                            | 3                                           | Rieletto nel 1986                                      |                                                        |
| 1                                           | 101                                         | Bill Richardson                             | Democratico                                 | 3 gennaio 1983                              | 13 febbraio 1997                            | 4                                           | Rieletto nel 1988                                      |                                                        |
| 1                                           | 102                                         | Bill Richardson                             | Democratico                                 | 3 gennaio 1983                              | 13 febbraio 1997                            | 5                                           | Rieletto nel 1990                                      |                                                        |
| 1                                           | 103                                         | Bill Richardson                             | Democratico                                 | 3 gennaio 1983                              | 13 febbraio 1997                            | 6                                           | Rieletto nel 1992                                      |                                                        |
| 1                                           | 104                                         | Bill Richardson                             | Democratico                                 | 3 gennaio 1983                              | 13 febbraio 1997                            | 7                                           | Rieletto nel 1994                                      |                                                        |
| 1                                           | 105                                         | Bill Richardson                             | Democratico                                 | 3 gennaio 1983                              | 13 febbraio 1997                            | 1⁄2                                         | Rieletto nel 1996 Dimessosi per diventare Ambasciatore |                                                        |
| Vacante                                     | Vacante                                     | Vacante                                     | Vacante                                     | 13 febbraio 1997                            | 13 maggio 1997                              | 1⁄2                                         |                                                        |                                                        |
| 2                                           | 105                                         |                                             | Bill Redmond                                | Repubblicano                                | 13 maggio 1997                              | 1⁄2                                         | 3 gennaio 1999                                         | Eletto per terminare il mandato Ha perso al rielezione |
| 3                                           |                                             | Tom Udall                                   | Democratico                                 | 3 gennaio 1999                              | 3 gennaio 2009                              | 106                                         | 1                                                      | Eletto nel 1998                                        |
| 3                                           | 107                                         | Tom Udall                                   | Democratico                                 | 3 gennaio 1999                              | 3 gennaio 2009                              | 2                                           | Rieletto nel 2000                                      |                                                        |
| 3                                           | 108                                         | Tom Udall                                   | Democratico                                 | 3 gennaio 1999                              | 3 gennaio 2009                              | 3                                           | Rieletto nel 2002                                      |                                                        |
| 3                                           | 109                                         | Tom Udall                                   | Democratico                                 | 3 gennaio 1999                              | 3 gennaio 2009                              | 4                                           | Rieletto nel 2004                                      |                                                        |
| 3                                           | 110                                         | Tom Udall                                   | Democratico                                 | 3 gennaio 1999                              | 3 gennaio 2009                              | 5                                           | Rieletto nel 2006 Ritiratosi per correre come senatore |                                                        |
| 4                                           |                                             | Ben Ray Luján                               | Democratico                                 | 3 gennaio 2009                              | 3 gennaio 2021                              | 111                                         | 1                                                      | Rieletto nel 2008                                      |
| 4                                           | 112                                         | Ben Ray Luján                               | Democratico                                 | 3 gennaio 2009                              | 3 gennaio 2021                              | 2                                           | Rieletto nel 2010                                      |                                                        |
| 4                                           | 113                                         | Ben Ray Luján                               | Democratico                                 | 3 gennaio 2009                              | 3 gennaio 2021                              | 3                                           | Rieletto nel 2012                                      |                                                        |
| 4                                           | 114                                         | Ben Ray Luján                               | Democratico                                 | 3 gennaio 2009                              | 3 gennaio 2021                              | 4                                           | Rieletto nel 2014                                      |                                                        |
| 4                                           | 115                                         | Ben Ray Luján                               | Democratico                                 | 3 gennaio 2009                              | 3 gennaio 2021                              | 5                                           | Rieletto nel 2016                                      |                                                        |
| 4                                           | 116                                         | Ben Ray Luján                               | Democratico                                 | 3 gennaio 2009                              | 3 gennaio 2021                              | 6                                           | Rieletto nel 2018 Ritiratosi per correre come senatore |                                                        |
| 5                                           |                                             | Teresa Leger Fernandez                      | Democratico                                 | 3 gennaio 2021                              | in carica                                   | 117                                         | 1                                                      | Eletta nel 2020                                        |
| 5                                           | 118                                         | Teresa Leger Fernandez                      | Democratico                                 | 3 gennaio 2021                              | in carica                                   | 2                                           | Rieletta nel 2022                                      |                                                        |
| Da determinarsi con le elezioni del 2024    | Da determinarsi con le elezioni del 2024    | Da determinarsi con le elezioni del 2024    | Da determinarsi con le elezioni del 2024    | Da determinarsi con le elezioni del 2024    | Da determinarsi con le elezioni del 2024    | 119                                         |                                                        |                                                        |